# Sabatino Minucci
Sabatino Minucci (Napoli, 14 agosto 1915 – Vuk Palay, 10 aprile 1941) è stato un militare italiano, decorato di Medaglia d'oro al valor militare alla memoria nel corso della seconda guerra mondiale.

## Biografia
Nacque a Napoli il 14 agosto 1915, figlio di Angelo e Luisa Sarro. Conseguito il diploma di ragioniere fu ammesso a frequentare l'Accademia militare di educazione fisica della Farnesina. Arruolato nel Regio Esercito fu nominato sottotenente di complemento il 1° gennaio 1940, assegnato in forza al 1º Reggimento bersaglieri. All'atto dell'entrata in guerra del Regno d'Italia, avvenuta il 10 giugno 1940, fu trattenuto in servizio attivo. Dopo l'inizio della campagna italiana di Grecia, il 3 novembre 1940 partiva con il reggimento per l'Albania, assegnato come comandante di plotone della 7ª Compagnia. Cadde in combattimento sul fronte jugoslavo il 10 aprile 1941 a Vuk Palay, e per onorarne il coraggio fu insignito della medaglia d'oro al valor militare alla memoria. Una scuola media di Napoli porta il suo nome.